# Industriförbundsprincipen
Industriförbundsprincipen inom fackföreningsrörelsen innebär att alla arbetare på en arbetsplats ska tillhöra det fackförbund som företräder huvuddelen av dem. LO:s femte kongress 1909 tillsatte en utredning av frågan och den framlade på kongressen 1912 en utförlig rapport, där man förordade industriförbundsprincipen. 
Fackförbunden var vid den här tiden organiserade efter yrkesförbundsprincipen och det innebar exempelvis att byggnadsarbetarna var uppdelade på inte mindre än 13 olika förbund. Samtidigt kunde byggnadsarbetare ur olika förbund vara anställda inom flera olika industrier. Inom metallindustrin fanns arbetare från tio fackförbund, inom textilindustrin från nio osv. Detta förhållande försvårade förhandlingar, stridsåtgärder och uppgörelser på arbetsplatserna.
LO-utredningen föreslog nu att 22 fackförbund skulle bildas enligt industriprincipen. Kongressen fattade ett  principbeslut om successiv övergång. Men motståndet var sådant att genomförandet gick långsamt. 1925 utarbetades en ny plan som föreslog hela 33 förbund.